# برينت برلين
برينت برلين (بالإنجليزية: Brent Berlin)‏ هو عالم إنسان أمريكي، ولد في 1936.

## وصلات خارجية
- برينت برلين على موقع الموسوعة البريطانية (الإنجليزية)